# آنماری بوخنر
آنماری بوخنر (انگلیسی: Annemarie Buchner; ۱۶ فوریهٔ ۱۹۲۴ – ۹ نوامبر ۲۰۱۴) اسکی‌باز آلپاین اهل آلمان بود.